# Косогор, Василий Арсентьевич
Василий Арсентьевич Косогор — советский хозяйственный и государственный деятель, Герой Социалистического Труда.

## Биография
Родился в 1924 году в селе Новопетровка Бердянского района Бердянского округа Екатеринославской губернии Украинской ССР. Член КПСС.
В 1944—1958 — механизатор, бригадир тракторной бригады Осипенковской машинно-тракторной станции Запорожской области Украинской ССР.
В 1958—1987 — бригадир тракторной бригады колхоза «Россия» Бердянского района Запорожской области Украинской ССР.
Указом Президиума Верховного Совета СССР от 8 декабря 1973 года присвоено звание Героя Социалистического Труда с вручением ордена Ленина и золотой медали «Серп и Молот».
Делегат XXV съезда КПСС.
Умер в 2007 году в селе Новопетровка.

## Награды и звания
- Герой Социалистического Труда (08.12.1973)
- Орден Ленина (08.12.1973)
- Орден Октябрьской Революции (08.04.1971)
- Орден Трудового Красного Знамени (22.12.1977)